# Night Games (album)
Night Games è l'album di Bruno Martino datato 1978. Gli arrangiamenti sono di Victor Bach.

## Tracce
1. Ma tu chi sei
2. Pomeriggio d'agosto
3. Ma come mai stasera
4. Kiss Me, Kiss Me
5. 6.0-6.0
6. Una calda serata d'estate
7. T'aspetterò
8. Adesso che c'è lei
9. Dribbling
10. Quando un cantante è triste